# AI 효과
AI 효과 또는 AI 이펙트(AI effect)는 인공지능 프로그램의 행동을 "진정한" 지능이 아니라고 할인하는 것이다.
저자 패멀라 맥코더크는 다음과 같이 썼다. "누군가가 컴퓨터가 무언가를 할 수 있도록 알아낼 때마다, 예를 들어 좋은 체스를 두거나 간단하지만 상대적으로 비형식적인 문제를 해결하는 것처럼, '그것은 사고가 아니다'라고 말하는 비평가들의 합창이 있었다는 것이 인공지능 분야의 역사의 일부이다."
연구원 로드니 브룩스는 다음과 같이 불평한다. "우리가 그 일부를 알아낼 때마다, 그것은 마법이 아니게 된다. 우리는 '아, 저건 그냥 계산이야'라고 말한다.'"

## 정의
"AI 효과"는 AI 시스템이 능숙하게 된 능력들을 배제하기 위해 AI의 정의나 지능의 개념이 조정되는 현상을 지칭한다. 이는 종종 AI가 성공적으로 수행할 수 있는 작업들이 더 이상 AI의 일부로 간주되지 않거나, 지능 자체의 개념이 AI의 성과를 배제하도록 재정의되는 방식으로 나타난다. 에드워드 가이스트는 존 매카시가 이 현상을 설명하기 위해 "AI 효과"라는 용어를 만든 공로를 인정한다.
매코더크는 "실용적인 AI의 성공, 지능적인 행동을 실제로 달성한 계산 프로그램들은 곧 유용성이 입증된 적용 분야에 흡수되어 다른 문제 해결 접근 방식들과 함께 조용한 동반자가 되었고, 이는 AI 연구자들이 아직 해결하지 못한 어려운 문제들, 즉 '실패작'들만 다루게 되었다"는 것이 "이상한 역설"이라고 부른다. 이는 목표 바꾸기의 한 예시이다.
테슬러의 정리는 다음과 같다.
AI는 아직 이루어지지 않은 모든 것이다.— 래리 테슬러

더글러스 호프스태터는 이를 인용했고, 다른 많은 해설자들도 마찬가지이다.
아직 공식화되지 않은 문제들도 인간 계산을 포함하는 계산 모델로 특징지을 수 있다. 문제의 계산 부담은 컴퓨터와 인간 사이에 분할된다. 즉, 한 부분은 컴퓨터가 해결하고 다른 부분은 인간이 해결한다. 이러한 공식화는 인간 보조 튜링 기계라고 불린다.

## AI 응용 프로그램의 주류화
AI 연구자들이 개발한 소프트웨어와 알고리즘은 이제 AI라고 불리지 않으면서도 전 세계의 많은 응용 프로그램에 통합되어 있다. 이러한 저평가는 컴퓨터 체스, 마케팅, 농업 자동화, 환대산업 및 광학 문자 인식과 같은 다양한 분야에서 알려져 있다.
마이클 스와인은 "요즘 AI 발전은 인공지능으로 크게 선전되지 않고, 종종 다른 분야의 발전으로 여겨진다"고 보고한다. 패트릭 윈스턴은 "AI는 덜 눈에 띌수록 더 중요해졌다"고 말한다. "요즘에는 AI 세계에서 개발되거나 성숙된 아이디어 덕분에 부분적으로 작동하지 않는 대규모 시스템을 찾기 어렵다."
스톨러 헨크에 따르면, "AI 응용 프로그램의 엄청난 실질적인 이점과 많은 소프트웨어 제품에 AI가 존재함에도 불구하고, 소프트웨어에 AI 기술이 이미 널리 사용되고 있음에도 불구하고 많은 사람들은 이를 거의 인식하지 못한다. 이것이 AI 효과이다. 많은 마케팅 담당자들은 자사 제품이 AI 기술에 의존하고 있음에도 불구하고 '인공지능'이라는 용어를 사용하지 않는다. 왜 그럴까?"
마빈 민스키는 다음과 같이 썼다. "이러한 역설은 AI 연구 프로젝트가 유용한 새로운 발견을 할 때마다 그 결과물이 고유한 이름을 가진 새로운 과학 또는 상업적 전문 분야로 빠르게 분리되었기 때문에 발생했다. 이러한 이름의 변경은 외부인들이 '인공지능의 핵심 분야에서는 왜 진전이 거의 보이지 않는가?'라고 묻게 만들었다."
닉 보스트롬은 "많은 최첨단 AI가 일반 응용 프로그램에 스며들었으며, 종종 AI라고 불리지 않는다. 왜냐하면 일단 어떤 것이 충분히 유용하고 흔해지면 더 이상 AI라고 불리지 않기 때문이다."라고 말한다.
공급망 위험 관리에서 의사 결정에 미치는 AI 효과는 매우 연구가 부족한 분야이다.
AI 효과 문제를 피하기 위해, IEEE 소프트웨어의 AI 및 소프트웨어 공학 특별호 편집자들은 처음부터 실제 달성 가능한 결과에 대해 과장하지 않을 것을 권고한다.
원자과학자회보 조직은 AI 효과를 전 세계적인 전략적 군사 위협으로 간주한다. 그들은 이 효과가 인공지능의 응용이 냉전 기간 동안 미국과 소련군 모두에 이미 진출했다는 사실을 모호하게 만든다고 지적한다. 무기 배포에 관해 인간에게 조언하는 AI 도구는 양측 모두에 의해 개발되었지만 그 기간 동안 사용은 매우 제한적이었다. 그들은 AI를 인식하지 못하는 이러한 끊임없는 변화가 오늘날에도 보안 위협에 대한 인간의 인식을 계속해서 훼손한다고 믿는다.
일부 전문가들은 AI 효과가 계속될 것이며, AI의 발전은 계속해서 반대와 대중의 기대에 대한 재정의를 낳을 것이라고 생각한다. 일부는 또한 AI 효과가 전문화된 인공지능의 무시를 포함하도록 확장될 것이라고 믿는다.

## AI 겨울의 유산
1990년대 초반, 두 번째 "AI 겨울" 동안 많은 AI 연구자들은 "인공지능"이라는 나쁜 이름을 피하고 대신 자신들의 연구가 지능과 아무 관련이 없는 것처럼 가장하면 더 많은 자금을 얻고 더 많은 소프트웨어를 판매할 수 있다는 것을 알게 되었다.
패티 타살리는 2006년에 다음과 같이 썼다. "일부는 '로봇공학'이라는 단어가 실제로 회사의 자금 조달 기회를 해치는 낙인을 가지고 있다고 믿는다."

## 존재의 사슬 최상단에 인류를 위한 자리 남겨두기
마이클 컨스는 "사람들이 무의식적으로 우주에서 자신들의 특별한 역할을 보존하려고 노력한다"고 제안한다. 인공지능을 깎아내림으로써 사람들은 계속해서 자신들이 독특하고 특별하다고 느낄 수 있다. 컨스는 AI 효과로 알려진 인식의 변화가 시스템에서 미스터리가 제거된 데서 비롯될 수 있다고 주장한다. 사건의 원인을 추적할 수 있다는 것은 그것이 지능보다는 자동화의 한 형태임을 의미한다.
동물 인지 및 의식 연구의 역사에서도 관련 효과가 주목되었는데, 이전에 인간에게만 고유하다고 여겨졌던 능력(예: 도구 제작 능력 또는 거울 검사 통과)이 동물에게서 발견될 때마다 그 능력의 전반적인 중요성은 평가절하되었다.
허버트 사이먼은 당시 AI에 대한 언론 보도가 부족한 것에 대해 질문을 받았을 때 다음과 같이 말했다. "AI를 특별하게 만든 것은 바로 그 아이디어가 일부 인간의 가슴속에 실제적인 두려움과 적대감을 불러일으킨다는 것이었다. 그래서 매우 강한 감정적 반응을 얻는 것이다. 하지만 괜찮다. 우리는 그것과 함께 살아갈 것이다."
뮐러는 1987년에 AI를 인간 지능과 비교할 것을 제안하며 인간 수준 기계 지능(Human-Level Machine Intelligence)이라는 기준을 만들었다. 그럼에도 불구하고 이는 다른 인간이 기준으로 사용될 때 AI 효과에 시달린다.

6국

## 딥 블루, 카스파로프를 꺾다
IBM의 체스 컴퓨터 딥 블루가 1997년 가리 카스파로프를 이기는 데 성공했을 때, 체스 플레이에 대한 대중의 인식은 어려운 정신적 작업에서 일상적인 작업으로 바뀌었다.
대중은 딥 블루가 "무차별 대입 방식"만 사용했으며 진정한 지능이 아니라고 불평했다. 특히, AI 개척자이자 "인공지능"이라는 용어를 만든 존 매카시는 딥 블루에 실망했다. 그는 딥 블루를 게임에 대한 깊은 이해가 없는 단순한 무차별 대입 기계로 묘사했다. 매카시는 또한 AI 효과가 얼마나 널리 퍼져 있는지("작동하자마자 아무도 그것을 AI라고 부르지 않는다":12) 비판했지만, 이 경우에는 딥 블루가 좋은 예시라고 생각하지 않았다.
다른 한편으로, 프레드 A. 리드는 다음과 같이 썼다.
AI 지지자들이 정기적으로 직면하는 문제는 이것이다. 기계가 어떻게 "지능적인" 일을 하는지 알게 되면, 그것은 더 이상 지능적으로 간주되지 않는다. 내가 세계 체스 챔피언을 이긴다면, 나는 매우 똑똑하다고 여겨질 것이다.

## 같이 보기
- 진정한 스코틀랜드인 논증
- 중국어 방
- 계산 지능
- 일라이자 효과
- 기능주의 (심리철학)
- 비디오 게임의 인공지능
- 틈새의 신
- 환각 (인공지능)
- 인공지능의 역사
- 모라벡의 역설
- 목표 바꾸기

## 추가 문헌
- McCorduck, Pamela (2004), 《Machines Who Think》 2판, Natick, MA: A. K. Peters, Ltd., ISBN 1-56881-205-1
- Hofstadter, Douglas (1980), 《Gödel, Escher, Bach: an Eternal Golden Braid》
- 제임스 글릭, "The Fate of Free Will" (케빈 J. 미첼, Free Agents: How Evolution Gave Us Free Will, Princeton University Press, 2023, 333 pp. 서평), 뉴욕 리뷰 오브 북스, vol. LXXI, no. 1 (2024년 1월 18일), pp. 27–28, 30. "행위자성은 우리를 기계와 구별하는 것이다. 생물학적 생명체에게 이성과 목적은 세상에서 행동하고 결과를 경험하는 데서 비롯된다. 인공지능은 몸이 없고, 피, 땀, 눈물과는 거리가 멀어서 그런 기회를 가질 수 없다." (p. 30.)
- 게리 마커스, "Am I Human?: Researchers need new ways to distinguish artificial intelligence from the natural kind", 사이언티픽 아메리칸, vol. 316, no. 3 (2017년 3월), pp. 58–63. "단일한 운동 능력 시험이 없듯이, 지능의 궁극적인 단일 시험도 있을 수 없기 때문에 인공지능의 효능에 대한 여러 시험이 필요하다. "이러한 시험 중 하나인 "건설 챌린지"는 인식과 신체적 행동을 시험할 것이다. "이는 원래 튜링 테스트에는 완전히 없었던 지능적 행동의 두 가지 중요한 요소이다." 또 다른 제안은 기계에 학생들이 치르는 것과 동일한 과학 및 기타 학문 표준화 시험을 치르게 하는 것이다. 인공지능에 대한 지금까지 극복할 수 없는 난관은 신뢰할 수 있는 중의성 해독 능력의 부족이다. "[사람들이 생성하는] 거의 모든 문장은 종종 여러 면에서 모호하다." 대표적인 예는 "대명사 해독 문제"로 알려져 있다. 즉, 기계는 문장의 대명사("그", "그녀" 또는 "그것"과 같은)가 누구 또는 무엇을 지칭하는지 결정할 방법이 없다.
- 로이바이넨, 에카, "AI's IQ: 챗GPT는 [표준 지능] 시험에서 만점을 받았지만, 지능이 IQ만으로 측정될 수 없다는 것을 보여주었다", 사이언티픽 아메리칸, vol. 329, no. 1 (2023년 7월/8월), p. 7. "높은 IQ에도 불구하고 챗GPT는 실제 인간과 같은 추론이나 물리적, 사회적 세계에 대한 이해가 필요한 작업에서는 실패한다.... 챗GPT는 논리적으로 추론할 수 없는 것처럼 보였고, 온라인 텍스트에서 파생된 방대한 사실 데이터베이스에 의존하려고 했다."
- Phillips, Everard M. (1999). 《If It Works, It's Not AI: A Commercial Look at Artificial Intelligence startups》 (PDF) (학위논문). MIT. S2CID 112415591. 2023년 5월 16일에 확인함.
- A bachelor's thesis but cited by A. Poggi; G. Rimassa; P. Turci (10월 2002), “What Agent Middleware Can (And Should) Do For You”, 《Applied Artificial Intelligence》 16 (9-10), doi:10.1080/08839510290030444 , 위키데이터  Q58188053